# Маукхарі
Маукхарі (510 —605 роки) — династія і держава на півночі Індостану зі столицею в Каннауджі, яка прийшла на зміну Імперія Гупта. Знищено військами Гаудадеши.

## Історія
Представники роду Маукхарі тривалий час перебували на службі в імперії Гуптів. З часом ймовірно мали власні земельні володіння біля Каннауджа. З початком кризи Гуптів внаслідок вторгнень алхон-гунів Маукхарі поступово стають самостійними. На деякий час переходять на службу до алхон-гуна Торамани. Поразка останнього близько 510 року від Пракашадармана, адхіраджи Малави, дозволило Харі-варману оголосити незалежність, зробивши столицею Каннаудж. Маукхарі надалі визнали зверхність Яшодармана, самраата Малави, в складі військ якого воювали проти алхон-гунів Міхіракули. Внаслідок цього розширили володіння в Ганґському доабі.
Криза в Малаві в 545 році і смерть останнього з Гуптів — Вішнугупти — спричинило боротьбу за владу у північно-східної Індії. 550 року Ішанаварман приймає титул магараджахіраджи з претензією на загальне панування. Втім стикнувся в Західній Магадхі з Кумарагуптою з династії Пізніх (Східних) Гуптів. У війні зазнав поразки.
Але вже його син Шарваварман 562 року змушує Пізніх гуптів визнати свою зверхність. за цим встановлює контроль над державами в течії Гангу до Гандхари, де продовжив протистояння гунській державі Праварасени. 569 року після запеклої боротьби було встановлено зверхність над Майтраками в Гаджараті. Перед підкорено князівства Раджастану.
За панування Шарвавармана встановлюються дипломатичні контакти з Сасанідською імперією, яка також протистояла алхон-гунам та їх союзникам ефталітам. Саме в цей час, на думку дослідників, міністри-індуси познайомили перський двір з шахами та короткими нардами.
Наприкінці 580-х років, в кінці панування Аванті-вармана держава поступово поринає в кризу, зазнаючи невдач у протистоянні зі Східними (Пізніми) Гуптами. За цих обставин держава Шрікантха (на північний захід) фактично отримує рівний статус. 605 року війська Шашанки, магараджи Гаудадеши, завдали поразки військами Маукхарі. Правитель Грахаварман загинув. Вже 606 року війська Радж'явардхани II зі Шрікантхи відвоювали землі Маукхарі. Остаточно вони увійшли до складу цієї держави за часів Харши. Східні області перейшли під владу Гаудадеши. 
Разом з тим окремі гілки династії правили невеличкими князівствами в басейні Гангу в статусі васалів більш потужних держав. Остання згадка про них відновиться до 655—660 років.

## Устрій
На чолі стояв володар, що мав абсолютну владу. Перші три мали титул магараджи (царя), починаючи з 550 року закріплюється титул магараджахіраджи (царя царів).

## Військо
Складалося зі слонів, кінноти та піхоти. військова стратегія полягала в тому, щоб розгорнути вчасно підрозділи на слонах, що були своєрідним тараном.

## Культура
Правителі були покровителями поетів і письменників, і під час їх правління було створено багато літературних творів. Маукхарі водночас були затятими індуїстами. Вони намагалися насадити і підтримувати традиційний соціальний порядок серед людей. Індуїзм отримав державну підтримку, але буддизм також не заборонявся.